# Thymelaea sanamunda
Thymelaea sanamunda är en tibastväxtart som beskrevs av Carlo Allioni. Thymelaea sanamunda ingår i släktet sparvörter, och familjen tibastväxter. Inga underarter finns listade i Catalogue of Life.